# گلادیس لمان
گلادیس لمان (انگلیسی: Gladys Lehman؛ ۲۴ ژانویه ۱۸۹۲ – April 7, 1993) فیلم‌نامه‌نویس اهل ایالات متحده آمریکا بود.
از فیلم‌هایی که وی در آن‌ها نقش داشته است، می‌توان به دختر نجیب؟ اشاره نمود.